# Präsidentschaftswahl in Usbekistan 2016

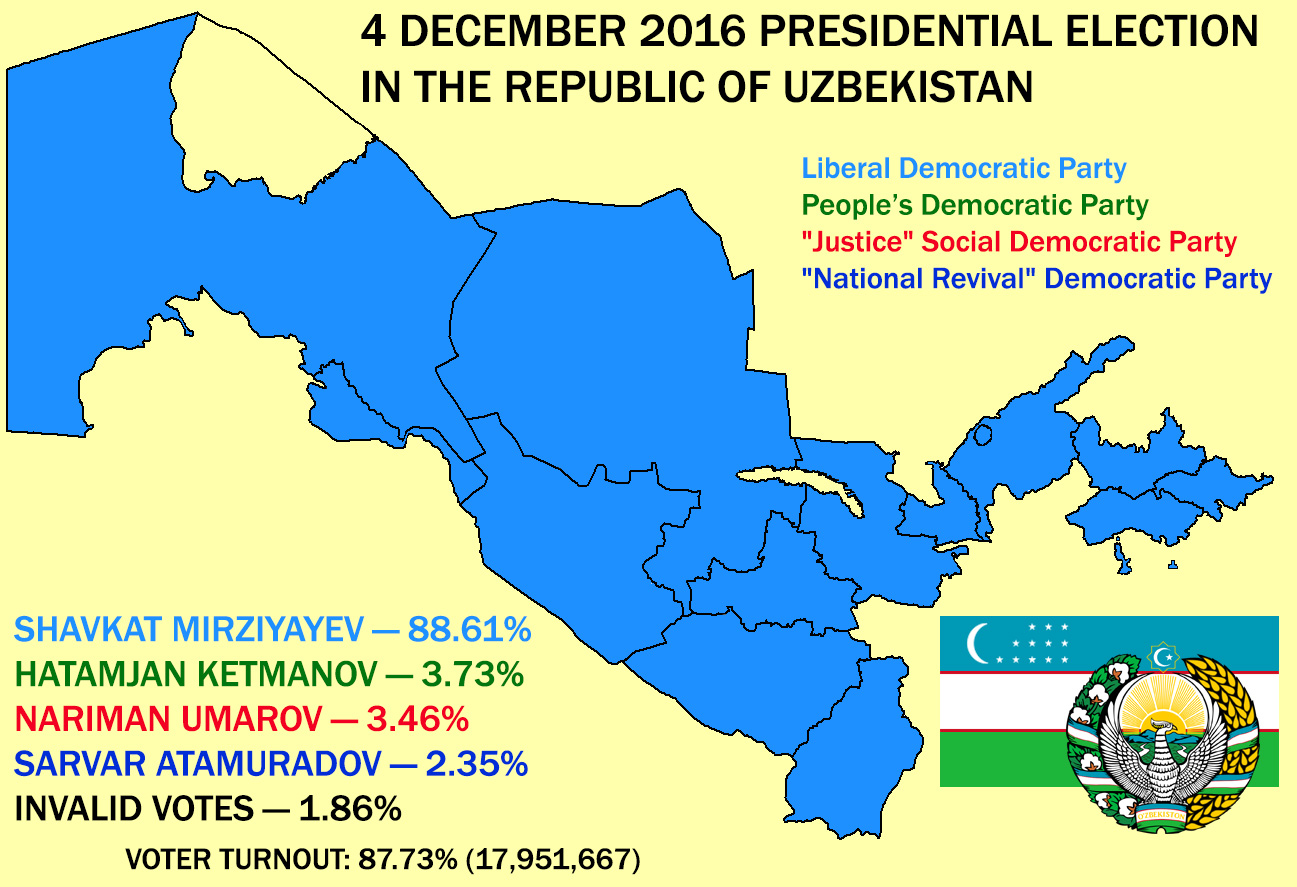
Ergebnisse der Wahl auf regionaler Ebene

Die Präsidentschaftswahl in Usbekistan 2016 wurde am 4. Dezember 2016 in der Republik Usbekistan abgehalten. Die zweite Präsidentschaftswahl binnen 21 Monaten war durch den Tod des langjährigen Präsidenten Islom Karimov, der bei der Präsidentschaftswahl in Usbekistan 2015 für eine vierte Amtszeit gewählt worden war, nötig geworden.

## Wahlsystem
Nach der usbekischen Verfassung wird der Präsident in einer landesweiten Mehrheitswahl für eine fünfjährige Amtszeit gewählt. Dabei benötigt ein Kandidat die absolute Mehrheit der abgegebenen Stimmen, um die Wahl zu gewinnen. Gelingt dies keinem der Kandidaten, sieht die Verfassung eine Stichwahl zwischen den beiden erfolgreichsten Kandidaten des ersten Wahlgangs vor. Für die Gültigkeit des ersten Wahlgangs ist eine Wahlbeteiligung von mindestens 33 % nötig, für eine mögliche Stichwahl ist keine solche Hürde vorgesehen. Das Stimmrecht galt für alle usbekischen Staatsbürger, die zum Zeitpunkt der Wahl mindestens 18 Jahre alt waren, ausgenommen waren Häftlinge und Menschen, denen offiziell eine geistige Behinderung attestiert wurde. Die Aufstellung des Wählerverzeichnis erfolgte nicht zentral, sondern auf lokaler Ebene und wurde dort zumeist von den dortigen Amts- und Würdenträgern übernommen. Das passive Wahlrecht galt für usbekische Staatsbürger im Alter von mindestens 35 Jahren, die einen Wohnsitz in Usbekistan über mindestens zehn Jahre vor dem Wahltag nachweisen konnten und der usbekischen Sprache mächtig waren. Die Nominierung von Kandidaten erfolgte ausschließlich durch die registrierten Parteien des Landes, eine Kandidatur unabhängiger Politiker war nicht möglich. Neben der Nominierung durch eine Partei waren Unterschriften von mindestens 1 % der wahlberechtigten Bevölkerung notwendig, um als Kandidat registriert zu werden. Im Vergleich zur vorangegangenen Präsidentschaftswahl wurde diese Quote von 5 % auf 1 % herabgesenkt.

## Hintergrund
Mit einem Ergebnis von 90,39 % hatte der langjährige Präsident Karimov die Präsidentschaftswahl im März 2015 für sich entscheiden können, die nächste Präsidentschaftswahl hätte turnusgemäß im Frühjahr 2020 stattfinden müssen. Durch den Tod Karimovs am 2. September 2016 wurde des Amt des Präsidenten vakant und vorgezogene Wahlen wurden angesetzt. Am 8. September 2016 wurde der damalige Premierminister Shavkat Mirziyoyev zum Übergangspräsidenten ernannt, nachdem der verfassungsgemäß verantwortliche Vorsitzende des Senats zu Gunsten von Mirziyoyev auf das Amt verzichtet hatte. Mirziyoyev war seit dem Jahr 2003 Premierminister in Usbekistan und galt als enger Vertrauter Karimovs. Nach dem Tod des Amtsinhabers wurde Mirziyoyev schnell zum Nachfolger aufgebaut. Er leitete die Beerdigungszeremonie und traf am Rande der Veranstaltung Repräsentanten anderer Staaten, darunter auch den russischen Präsidenten Wladimir Putin, mit dem er unter anderem das Grab Karimovs besuchte. Am 9. September 2016 wurde der 4. Dezember desselben Jahres als Wahltag für die anstehenden Präsidentschaftswahlen bekanntgegeben.

## Kandidaten
Erwartungsgemäß nominierten die vier registrierten Parteien des Landes jeweils einen Kandidaten, sodass sich ein Bewerberfeld von vier Kandidaten ergab.
- Shavkat Mirziyoyev, Liberaldemokratische Partei
- Hotamjon Ketmonov, Volksdemokratische Partei Usbekistans
- Narimon Umarov, Adolat
- Sarvar Otamuratov, Milliy Tiklanish

Mit Nariman Umarov und Hotamjon Ketmonov traten zwei Kandidaten an, die bereits bei der vorangegangenen Präsidentschaftswahl 2015 für ihre jeweiligen Parteien kandidiert hatten. Ketmonov erzielte 2015 ein Ergebnis von 2,92 % der abgegebenen Stimmen, Umarov errang 2,05 % der abgegebenen Stimmen. Da ausschließlich regierungstreue Parteien registriert waren, galten auch die nominierten Kandidaten allesamt als loyal gegenüber dem ehemaligen Präsidenten Karimov und dem Kurs der Liberaldemokratischen Partei. Oppositionelle Parteien waren in Usbekistan nicht registriert, zahlreiche Oppositionelle waren unter Karimov inhaftiert worden oder mussten ins Exil fliehen. Unter diesen Umständen bot das Kandidatenfeld trotz unterschiedlicher politischer Schwerpunktsetzungen der Kandidaten keine wirkliche Wahl. In Anbetracht der weitestgehend ambitionslosen Gegenkandidaten wurde bereits im Vorfeld der Wahl mit einem deutlichen Sieg für Mirziyoyev gerechnet.

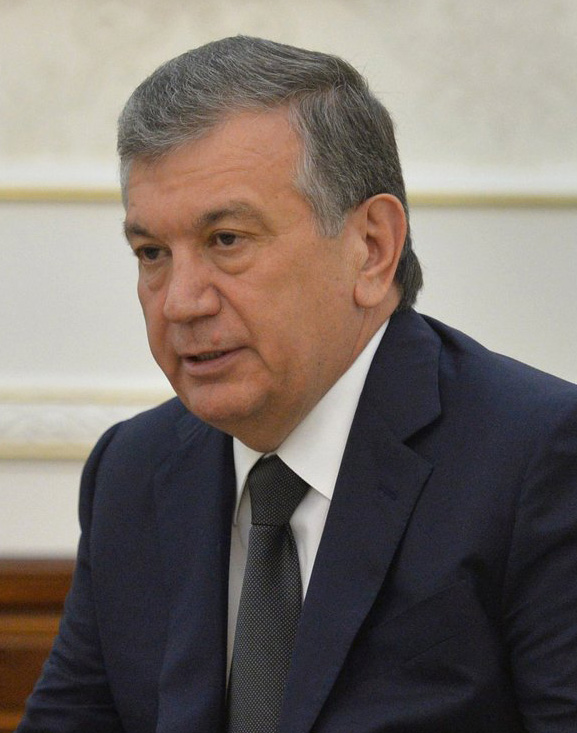
Wahlsieger Shavkat Mirziyoyev

## Wahlkampf
Die offizielle Wahlkampfperiode begann am 30. Oktober und endete am 2. Dezember. Der Wahlkampf fand in einem stark kontrollierten Umfeld statt, das unter anderem durch die Einschränkung der Meinungs- und Versammlungsfreiheit gekennzeichnet war. Die wichtigsten Mittel im Wahlkampf waren Wahlplakate und kleine Veranstaltungen mit einem der Kandidaten und einigen Wählern in geschlossenen Räumen. Den Parteien wurden standardisierte Plakate mit Informationen über den jeweiligen Kandidaten zur Verfügung gestellt, was zu einer Verstärkung der Homogenität im Wahlkampf führte. Zudem druckten alle vier Parteien Programmhefte, in denen das politische Programm der Parteien dargestellt wurde. Dabei einigten sich die Parteien auf eine Obergrenze an gedruckten Seiten, die nicht überschritten werden durfte. Diese Regel führte dazu, dass Parteien desto mehr Programmhefte drucken durften, je weniger Seiten diese hatte, um die Gesamtzahl der erlaubten Seiten nicht zu überschreiten. Größere Wahlkampfveranstaltungen unter freiem Himmel waren im Wahlkampf kaum zu beobachten. Der Grund für diese Beobachtung war unter anderem die Vorschrift, öffentliche Versammlungen mindestens einen Monat im Voraus anmelden zu müssen. Auch die Pressefreiheit war in Usbekistan zum Zeitpunkt der Wahl stark eingeschränkt. Kritische Journalisten wurden häufig unter dem Vorwurf der Verleumdung inhaftiert und angeklagt. Den größten Einfluss in der usbekischen Medienlandschaft hatten die staatlichen Medien, die mit einer regierungstreuen Berichterstattung den Wahlkampf begleiteten.

## Ergebnis
Der favorisierte Kandidat und vormalige Übergangspräsident Shavkat Mirziyoyev konnte die Wahl erwartungsgemäß im ersten Wahlgang deutlich für sich entscheiden. Bei insgesamt 17.951.667 abgegebenen Stimmen und einer Wahlbeteiligung von offiziell 87,73 % ergab sich folgendes Endergebnis:
| Kandidat           | Partei                                | Stimmen (absolut) | Stimmen (relativ) |
| ------------------ | ------------------------------------- | ----------------- | ----------------- |
| Shavkat Mirziyoyev | Liberaldemokratische Partei           | 15.906.724        | 88,61 %           |
| Hotamjon Ketmonov  | Volksdemokratische Partei Usbekistans | 669.187           | 3,73 %            |
| Narimon Umarov     | Adolat                                | 619.972           | 3,46 %            |
| Sarvar Otamuratov  | Milliy Tiklanish                      | 421.055           | 2,35 %            |

## Bewertung
Die Wahl wurde von zahlreichen inländischen und ausländischen Beobachtern begleitet. Darunter war erstmals auch eine vollwertige Beobachtermission der Organisation für Sicherheit und Zusammenarbeit in Europa (OSZE), die am Wahltag das Geschehen in Usbekistan beobachtete. In ihrem Abschlussbericht kamen die Beobachter zu dem Schluss, dass die Präsidentschaftswahl demokratische Standards deutlich verfehlt habe. Sie kritisierten unter anderem den mangelnden politischen Wettbewerb und Pluralismus, die systematische Einschränkung von Grundrechten, die Unterdrückung der Opposition und die einseitige Berichterstattung in den staatlichen Medien. Der neu gewählte Präsident Mirziyoyev sagte bei einer Veranstaltung vor Tausenden Unterstützern, das Wahlergebnis zeige, dass man den Weg, den der vorherige Präsident vorgezeigt habe, weiter entlang gehe. Der erste ausländische Staatschef, der dem neu gewählten Präsidenten gratulierte, war der russische Präsident Putin, der sich mit Mirziyoyev auf eine Stärkung der russisch-usbekischen Beziehungen verständigte. Beobachter erwarteten nach der Wahl die Umsetzung wirtschaftlicher Reformen, hielten weitreichende politische Reformen aber für unwahrscheinlich. Zudem wurden eine stärkere Bindung Usbekistans an Russland und eine diplomatische Offensive zur Verbesserung der Beziehungen zu den zentralasiatischen Nachbarstaaten erwartet.